# Зарічний (Меженіновське сільське поселення)
Зарі́чний (рос. Заречный) — селище у складі Томського району Томської області, Росія. Входить до складу Меженіновського сільського поселення.

## Населення
Населення — 19 осіб (2010; 8 у 2002).
Національний склад (станом на 2002 рік):
- чуваші — 38 %
- росіяни — 37 %